# بيني لوغان
بيني لوغان (بالإنجليزية: Bennie Logan)‏ هو لاعب كرة قدم أمريكية أمريكي، ولد في 28 ديسمبر 1989 في شريفبورت في الولايات المتحدة.

## وصلات خارجية
- بيني لوغان على موقع إي إس بي إن.كوم (أن.أف.أل)3
- بيني لوغان على موقع مرجع كرة القدم المحترفة.كوم (الإنجليزية)